# Goniorhynchus chalybaealis
Goniorhynchus chalybaealis là một loài bướm đêm trong họ Crambidae.